# Eddy Hamel
Eddy Hamel (* 21. Oktober 1902 in New York City; ermordet 30. April 1943 in Auschwitz) war ein amerikanischer Fußballspieler des niederländischen Klubs Ajax Amsterdam.

## Karriere
Hamel war der erste jüdische Spieler in den Reihen von Ajax.

### Als Spieler
Geboren in New York City zog Hamel in seinen Jugendjahren nach Amsterdam. Als Rechtsaußen wurde Hamel bald Stammspieler bei Ajax. Er war der erste jüdische Spieler, der es ins Stammteam schaffte. Und bis heute sind ihm dahingehend lediglich drei andere gefolgt – Johnny Roeg, Bennie Muller and Daniël de Ridder. Hamel war Liebling der Fans und Vor-Weltkriegs-Clublegende Wim Anderiesen bezeichnete ihn als Teil der stärksten Aufstellung, mit der er je spielte.

### Als Manager
Nach seinem Ausscheiden als Spieler managte Hamel für drei Jahre den Klub Alcmaria Victrix und spielte weiterhin für die Ajax-Veteranenmannschaft.

### Verhaftung, Deportation, Ermordung
Am 27. Oktober 1942 wurde Hamel von deutschen Besatzungstruppen festgenommen, weil er keinen Davidstern trug. Er und seine Familie wurde er in das Lager Westerbork deportiert. Er konnte nicht nachweisen, dass er US-Bürger war. Hätte er seine Nationalität nachweisen können, wäre er eventuell auf die Liste der auszutauschenden Kriegsgefangenen gekommen. Die Familie war mehrere Monate in Westerbork interniert. Edward Hamel wurde im Januar 1943 in das KZ Auschwitz deportiert und dort zur Zwangsarbeit eingesetzt. Am 1. Februar 1943 wurden seine Frau, Johanna Wijnberg Hamel, und seine beiden Söhne, die Zwillinge Paul und Robert, am Tag ihrer Ankunft im KZ Auschwitz in einer Gaskammer ermordet. Die Söhne waren zum Zeitpunkt ihrer Ermordung noch nicht fünf Jahre alt. Am 16. April 1943 wurden seine Eltern und seine drei Schwestern im Vernichtungslager Sobibor vom NS-Regime ermordet. Er soll von der Ermordung seiner Familienmitglieder keine Kenntnis erlangt haben. Edward Hamel selbst wurde am 30. April 1943 im KZ Auschwitz ermordet. In der TV-Dokumentation Auschwitz vor Gericht berichtete Leon Greenman, sein Mitgefangener in Auschwitz, er stand während der medizinischen Lagerselektion in der Reihe vor Eddy, als ihm dieser sagte, er habe einen Abszess im Mund. Während Greenman die Selektion passierte, wurde Hamel wegen seines Abszesses in die Gaskammer geschickt.

## Gedenken

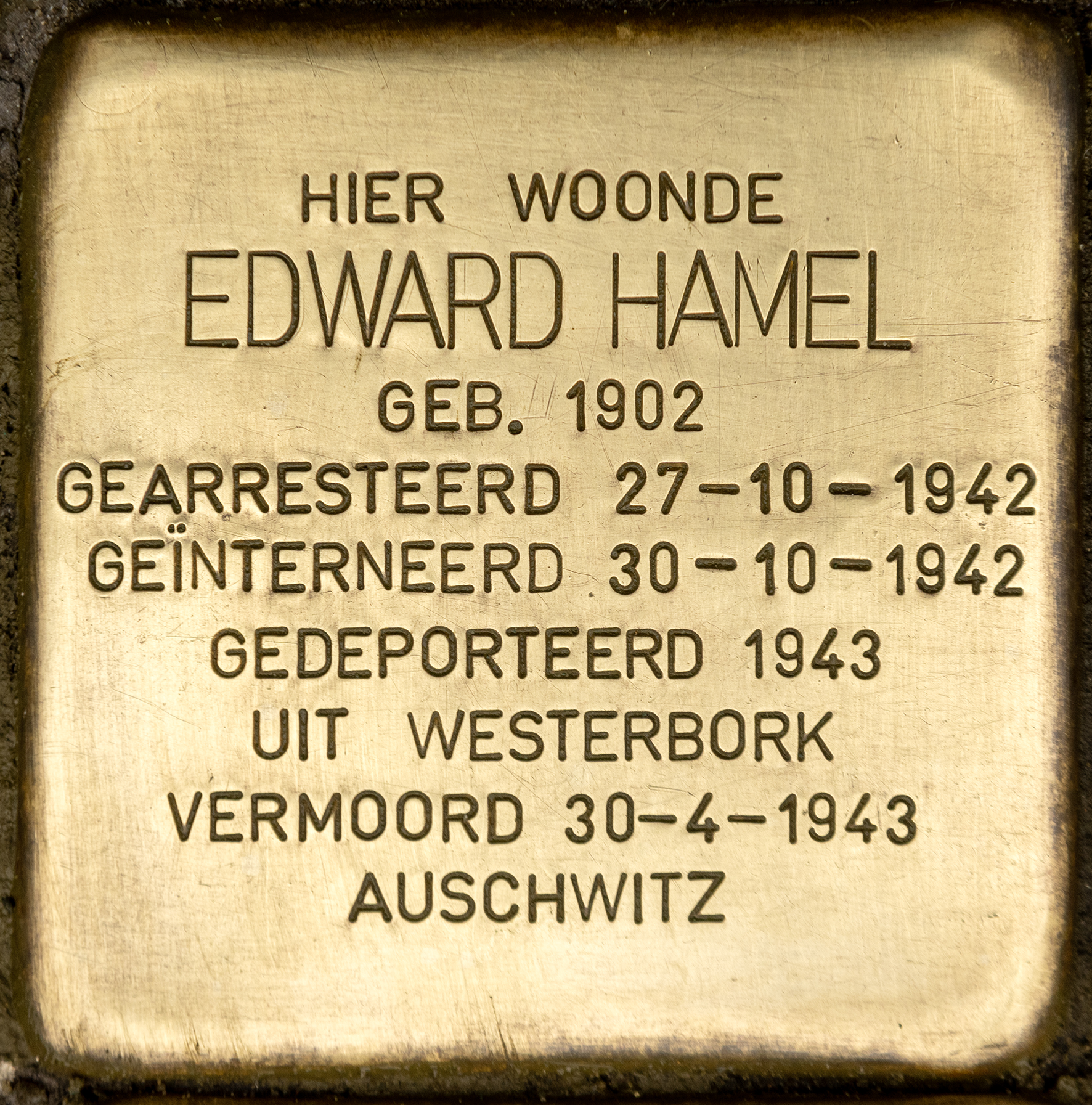
Stolperstein

Hamel war das einzige Opfer des Holocaust in der Ajax-Stammmannschaft.
2001 erschien das Buch An Englishman in Auschwitz des Holocaust-Überlebenden Leon Greenman (1910–2008). Er hatte in Auschwitz viel Zeit mit Edward Hamel verbracht. Er schrieb: „Unsere Haftbedingungen machten uns zu anderen Menschen. [...] Eddie Hammel blieb stets ein Gentleman.“
Sein Name und die Namen seiner ermordeten Familienmitglieder finden sich eingraviert im Holocaust Namenmonument. Für ihn, seine Frau und seine Söhne wurden vor ihrem letzten Wohnhaus in der Rijnstraat 145 von Amsterdam Stolpersteine verlegt.